# EarthTV

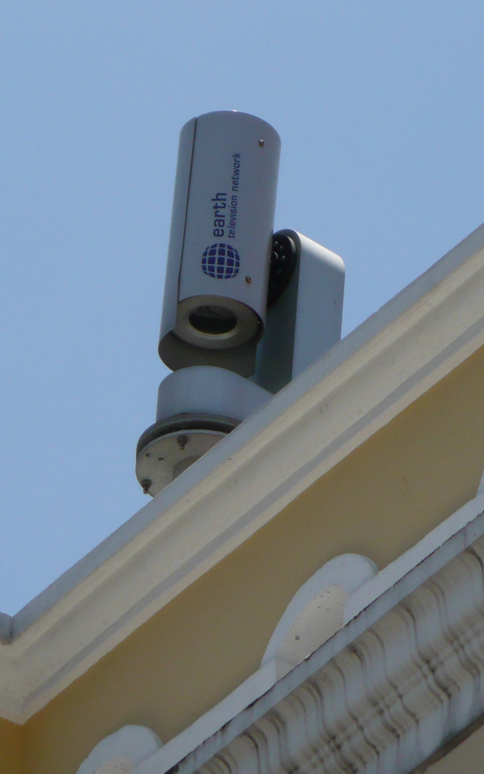
Eine Kamera in Macau

Die earth television network GmbH betreibt ein Netzwerk von ferngesteuerten Kameras, die Impressionen von derzeit über 70 Standorten weltweit aufnehmen. Die Firma beliefert vor allem Fernsehsender, aber auch Flughäfen und Hotels mit dem Programm „The World Live“, in meist 90-sekündigen Filmen werden zu Live-Bildern aus bekannten Orten die aktuellen Wetterdaten eingeblendet und Musiktitel gespielt. Die Mehrheit der Kameras wird über schnelle Internetverbindungen mit dem Sendezentrum in München verbunden. Dadurch sind einige Kameras nur indirekt live, da hier die Filmsequenzen als Datei gesendet werden. Auf der Internetseite werden außerdem Zusammenschnitte besonders stimmungsvoller Aufnahmen wie beispielsweise nachts oder bei Sonnenuntergängen in weiteren Filmen bereitgehalten. Während einige Fernsehsender das Programm zu bestimmten Zeiten vollständig ausstrahlen, wird es auch gelegentlich als Pausenfüller genutzt.
Im Juni 2012 wurde earthTV durch die Filmproduzenten Nikolaus und Claudius Lohmann von der Telcast Media Group über deren Berliner Unternehmen Stereo 3D Experts GmbH & Co. KG übernommen.
Als das „größte TV-Produktionsstudio der Welt“ wurde earthTV 1998 von Thomas M. Hohenacker gegründet und konnte den Sendebetrieb nach 4 Jahren intensiver Forschung und Entwicklung im deutschen Nachrichtensender n-tv aufnehmen.

## Fernsehsender
earthTV wird von Fernsehsendern in über 200 Länder ausgestrahlt, darunter BBC World, France 2, TVE (Spanien), The Weather Channel (USA) oder SBS in Australien. Meist wird es ca. 90 Sekunden ausgestrahlt. Nach eigenen Angaben erreicht das Programm über 2 Milliarden Zuschauer in 200 Ländern und avancierte zum erfolgreichsten, täglich ausgestrahlten Programm Europas.

## Programm
Auf der Internetseite werden die Videos nach Themen geordnet, und in folgenden Channels dargestellt:
- The World LIVE
- Motion Timelapse
- Seasonal Motion Timelapse
- Earth Quiz
- World Weather
- El Mundo En Directo (Spanish)
- The world programes
- What A World!
- What A Month!
- What A Day!
- World Cup Countdown
- World Cultural Events

## Kamera-Standorte (Locations)

### Afrika
- Agadir, Marokko
- Durban, Südafrika
- Johannesburg, Südafrika
- Kapstadt, Victoria & Alfred Waterfront, Südafrika
- Kapstadt, Tafelberg, Südafrika
- Knysna, Südafrika
- Plettenberg Bay, Südafrika
- Gqeberha (Port Elizabeth), Südafrika
- Pretoria, Südafrika
- Singita/Londolozi (Kruger-Nationalpark), Südafrika
- Sansibar, Sansibar, Tanzania

### Asien
- Ferrari World Abu Dhabi, Vereinigte Arabische Emirate
- Yas Marina Circuit Abu Dhabi, Vereinigte Arabische Emirate
- Amman, Jordan
- Bandar Seri Begawan, Brunei
- Bangkok, Thailand
- Cebu, Mactan Island, Philippinen
- Doha, Onaiza, Katar
- Doha, Kulturdorf Katara, Katar
- Doha, Doha Amphitheater Katara, Katar
- Dubai, Vereinigte Arabische Emirate
- Hongkong, Volksrepublik China
- Hongkong (Cyberport), Volksrepublik China
- Jakarta, Indonesien
- Jerusalem, Rechavia, Israel
- Jerusalem, Berg Zion, Israel
- Macau, Volksrepublik China
- Manama, Bahrain
- Manila, Downtown, Philippinen
- Manila, Roxas Boulevard/Manilabucht und Marina, Philippinen
- Maskat, Oman
- Oyama, Fuji Speedway, Japan
- Peking, Changping (Pine Valley/Huabin International Golf), Volksrepublik China
- Phnom Penh, Kambodscha
- Seoul, Südkorea
- Singapur, Singapur
- Tokio, Japan
- Udaipur, Indien

### Asien-Pazifik-Raum
- Auckland, Ocean View, Neuseeland
- Auckland, Viaduct Harbour, Neuseeland
- Hobart, Tasmania, Australien
- Hamilton Island, Queensland, Australien
- Mannum, Südaustralien, Australien
- Melbourne, Victoria, Australien
- Nouméa, Neukaledonien
- Sydney, New South Wales, Australien
- Phillip Island, Victoria, Australien

### Europa
- Amsterdam, Magere Brug und Fluss Amstel, Niederlande
- Amsterdam, Skyline der Stadt, Niederlande
- Antalya, Türkei
- Antibes, Juan-les-Pins, Frankreich
- Arcachon, Frankreich
- Ascona – Tessin, Lago Maggiore, Schweiz
- Avignon, Frankreich
- Barcelona, Forum Park, Spanien
- Barcelona, Marina Port Vell und Stadtzentrum, Spanien
- Berlin (Unter den Linden/Brandenburger Tor), Deutschland
- Berlin (Potsdamer Platz), Deutschland
- Brüssel, Belgien
- Budapest, Ungarn
- Bukarest, Rumänien
- Cannes, Frankreich
- Ciboure, Frankreich
- Chișinău, Moldawien
- Canazei, Dolomiten, Italien
- Corvara, Dolomiten, Italien
- Cortina, Dolomiten, Italien
- Dolomiten, Italien
- Dresden, Deutschland
- Dubrovnik, Kroatien
- Düsseldorf, "Innenstadt"/"Königsallee" (Der Standort-kamera muss geklärt werden), Deutschland
- Düsseldorf, Rheinkniebrücke/Rheinuferpromenade, Deutschland
- Jekaterinburg, Russland
- Engelberg-Titlis, Schweiz
- Genf, Schweiz
- Grünau, Österreich
- Gibraltar, Gibraltar
- Hamburg, Jungfernstieg/Binnenalster, Deutschland
- Hamburg, Hafen Hamburg/St. Pauli-Landungsbrücken, Deutschland
- Helsinki, Finnland
- Istanbul, Taksim-Platz und Beşiktaş, Türkei
- Istanbul, Bosporus-Brücke und Hagia Sophia, Türkei
- Izmir, Türkei
- Kiew, Ukraine
- Köln (Alter Markt), Deutschland
- Köln (Kölner Dom/Hohenzollernbrücke/Rhein), Deutschland
- Lech Zürs am Arlberg, Österreich
- Lagazuoi, Dolomiten, Italien
- Leipzig, Deutschland
- London, Themse, Vereinigtes Königreich
- London, Piccadilly Circus, Vereinigtes Königreich
- Ludwigshafen am Rhein, Deutschland
- Lugano – Tessin, Schweiz
- Luzern, Schweiz
- Metz, Frankreich
- München, Deutschland
- München, Theresienwiese, Deutschland
- Palma de Mallorca, Spanien
- Paris, Eiffelturm, Frankreich
- Paris, Le Printemps, Frankreich
- Prag, Tschechien
- Rotterdam, Holland Amerikakade/Erasmusbrücke, Niederlande
- Rühstädt, Deutschland
- Saint-Malo, Frankreich
- Salzburg, Österreich
- Sevilla, Spanien
- Sölden, Österreich
- Sankt Petersburg, Russland
- Santorini, Griechenland
- Sochi, Russland
- Stockholm, Schweden
- Stuttgart, Mercedes-Benz Museum/Mercedes-Benz Arena, Deutschland
- Stuttgart, Schloßplatz, Deutschland
- Stuttgart, Stuttgart Hauptbahnhof, Deutschland
- Santa Cruz de Tenerife, Playa Jardin und den Pico del Teide vom Hotel Tigaiga, Teneriffa, Spanien
- Santa Cruz de Tenerife, Playa de Las Américas, Teneriffa, Spanien
- St. Anton am Arlberg, Österreich
- Venedig, Italien
- Warnemünde, Deutschland
- Warschau, Stadtmitte, Polen
- Warschau, Warschauer Altstadt und Weichsel Fluss/Nationalstadion, Polen
- Wien, Österreich

### Nordamerika
- Beaver Creek, Colorado, USA
- Cancun, Mexiko
- Guadalajara, Mexiko
- Hamilton, Bermuda
- Honolulu, Hawaii, USA
- Las Vegas, Nevada, USA
- Los Angeles, Kalifornien, USA
- Mexiko-Stadt, Mexiko
- New York City, Freiheitsstatue/Lower Manhattan, USA
- New York City, 5th Avenue, USA
- New York City, „PDH“ von Dream Downtown, USA
- New Orleans, USA
- Niagarafälle, Ontario, USA/Kanada
- Philadelphia, USA
- Santa Fe, USA
- San Francisco, USA
- Seattle, Washington, USA
- Sedona, Arizona, USA
- St. Andrews, Kanada
- Vancouver, Kanada
- Washington, D.C., USA

### Südamerika
- Rio de Janeiro, Brasilien

## Sonstiges
- earthTV hat seinen Feed über den Satelliten Telstar 12 auf 15° West eingestellt. Das Programm war dort bis Juni 2014 mit dem Basic Interoperable Scrambling System (BISS) verschlüsselt vertreten.